# Alain Marschall
Cet article possède un paronyme, voir Alain Maréchal.
Pour les articles homonymes, voir Marschall.
Alain Marschall, né le 18 août 1963 à Nice, est un journaliste français de radio et de télévision.
Il anime Les Grandes Gueules sur RMC et RMC Story, et présente BFM Story sur BFM TV.

## Biographie
Alain, Jacques, Henri, François Marschall débute comme reporter à Nice en 1985 au sein de Radio Baie des Anges, puis intègre RMC en 1988 jusqu'en 1992. À la télévision, il participe en tant que reporter pigiste aux émissions Ciel mon mardi ! et Combien ça coûte ?. 
Entre 1994 et 2000, après six années passées à RFI, il revient en tant que journaliste à RMC en janvier 2001 pour animer les informations de 12 h à 13 h et de 18 h à 19 h. 

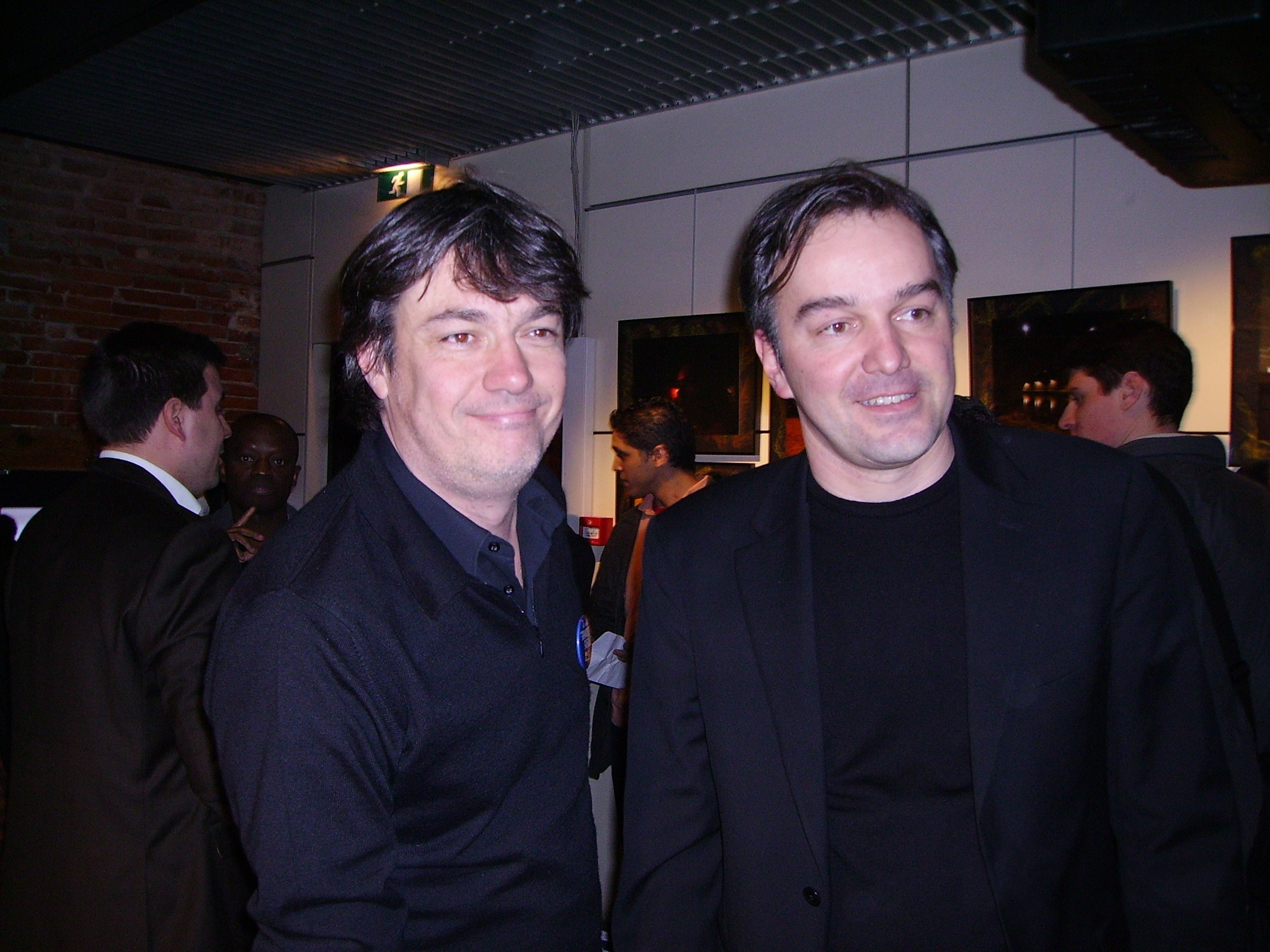
Alain Marschall et Olivier Truchot lors du « Tour de Gaule » des Grandes Gueules en 2007 à Toulouse.

Depuis 2002, il anime des émissions de débat avec Olivier Truchot : Controverses (2002 - 2003), On nous la fait pas (2003 - 2004) et depuis 2004, le grand show d'actualité Les Grandes Gueules,.
À la rentrée de septembre 2008, tout en poursuivant son émission sur RMC, Alain Marschall reprend, avec son compère Olivier Truchot, la case 19 h - 20 h sur la chaîne d'information en continu BFM TV avec une émission interactive 19h Marschall Truchot proposant aux téléspectateurs de commenter l'actualité. 
À partir de janvier 2010, Alain Marschall présente, toujours avec Olivier Truchot, BFM Story de 17 h à 18 h (décalé d'une heure jusqu'à 19 h en août 2010), un débat autour du « fait marquant du jour ».
À la rentrée de 2011, alors que Thomas Sotto a quitté la chaîne pour M6, Alain Marschall présente le journal de 20 heures de BFM TV avec Olivier Mazerolle et Ruth Elkrief, alors qu'Olivier Truchot anime désormais seul BFM Story.
Le 22 avril et le 6 mai 2012, il anime les soirées électorales de BFM TV des présidentielles françaises. En juin 2012, il anime aussi la campagne législative. 
Entre mars 2013 et juillet 2020, il anime le 20h Politique de 20 h à 20 h 30 et le 20h30 Live de 20 h 30 à 21 h du lundi au jeudi, avec Thierry Arnaud (remplacé par Laurent Neumann en septembre 2019) et Ruth Elkrief à la suite du départ d'Olivier Mazerolle.
Dès la rentrée 2020, il présente une nouvelle tranche d'information intitulée Le 120% News entre 19 h et 21 h du lundi au jeudi.
Depuis la rentrée 2021, à la suite de la suppression du 120% News, il retrouve la présentation de l'émission BFM Story avec son compère Olivier Truchot du lundi au jeudi de 16h50 à 18h50.

## Controverses
L'association Acrimed (Action critique Médias) a consacré plusieurs articles à commenter des émissions radio (RMC) et TV (BFM TV) auxquelles a participé Alain Marschall. Elle lui reproche sa partialité, et d'être un des « nouveaux chiens de garde » défendant le libéralisme économique.
Le magazine Marianne s'interroge en 2017 sur l'hégémonie supposée d'Alain Marschall sur les informations à BFM TV.

## Ouvrage
- avec Olivier Truchot, Les secrets des Grandes Gueules, L'Archipel, 2018[16],[17],[18],[19],[20],[21],[22].
- avec Olivier Truchot, Les Grandes Gueules, 20 ans de succès, Éditions de l'Archipel, 2024.